# Đức Chính (xã)
Đức Chính là một xã thuộc huyện Cẩm Giàng, tỉnh Hải Dương, Việt Nam.
Xã Đức Chính có diện tích 7,35 km², dân số năm 1999 là 6052 người, mật độ dân số đạt 823 người/km².